# Aniela Mitan
Aniela Mitan z domu Figuła (ur. 14 lutego 1923 w Krakowie, zm. 23 lipca 1980 tamże) – polska lekkoatletka, wielokrotna mistrzyni Polski.

## Życiorys
Przed II wojną światową była 4. w finale biegu na 80 metrów przez płotki podczas mistrzostw Polski w 1939. Po wojnie na pierwszych powojennych mistrzostwach Polski w 1945 zdobyła cztery tytuły mistrzowskie: w biegu na 60 metrów, biegu na 200 metrów, skoku wzwyż i skoku w dal.
Startowała na mistrzostwach Europy w 1946 w Oslo, gdzie odpadła w przedbiegach na 80 metrów przez płotki. Na akademickich mistrzostwach świata (UIE) w 1947 w Pradze zdobyła złoto w biegu na 80 metrów przez płotki i srebrny medal w skoku wzwyż.
Odnosiła dalsze sukcesy na mistrzostwach Polski: w 1946 była wicemistrzynią na 80 m przez płotki i brązową medalistką na 60 m i w skoku w dal, w 1947 zdobyła złote medale na 80 m przez płotki i w trójboju, w 1948 zwyciężyła na 80 m przez płotki i była druga na 60 m, a w 1949 była ponownie pierwsza na 80 m przez płotki.
Aniela Mitan odniosła również wiele sukcesów w halowych mistrzostwach Polski. W 1947 była mistrzynią na 80 m przez płotki i w skoku wzwyż, wicemistrzynią na 60 m i w sztafecie 4 × 50 m oraz brązową medalistką w skoku w dal. W 1950 zdobyła srebrny medal w biegu na 50 metrów przez płotki, a w 1951 złoty na 80 m przez płotki
W latach 1946–1950 wystąpiła w sześciu meczach reprezentacji Polski (11 startów), odnosząc 1 zwycięstwo indywidualne.
Rekordy życiowe:
- bieg na 60 metrów – 7,9 s (10 lipca 1948, Bydgoszcz)
- bieg na 100 metrów – 12,9 s (30 czerwca 1948, Katowice)
- bieg na 200 metrów – 27,8 s (4 sierpnia 1946, Katowice)
- bieg na 80 metrów przez płotki – 12,5 s (27 maja 1948, Gdańsk)
- skok wzwyż – 1,49 m (1952)
- skok w dal – 5,98 m (27 października 1946, Wrocław)

Była zawodniczką klubów: Legia Kraków (1936-1939 i 1945-1948), Związkowiec Kraków (1949-1950), Włókniarz Kraków (1951-1955) i Korona Kraków (1956-1962).